# بهنمير
بهنمير (بالفارسية: بهنمیر) هي منطقة سكنية تقع في إيران في مقاطعة بهنمير. يقدر عدد سكانها بـ 6,836 نسمة .